# Karl Brandi

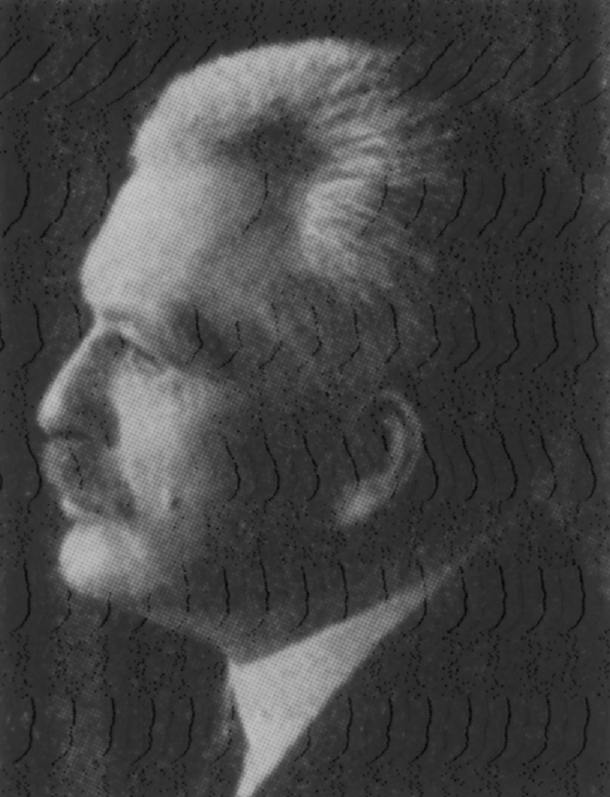
Karl Brandi (vor 1931)

Karl Maria Prosper Laurenz Brandi (* 20. Mai 1868 in Meppen; † 9. März 1946 in Göttingen) war ein deutscher Historiker. Von 1902 bis zu seiner Emeritierung im Jahr 1936 lehrte er als ordentlicher Professor für mittlere und neuere Geschichte an der Universität Göttingen. Durch den Mangel an Lehrkräften im Zweiten Weltkrieg war er auch nach seiner Emeritierung in der akademischen Lehre tätig.

## Leben und Wirken
Karl Brandi war der Sohn des Gymnasiallehrers Hermann Brandi. Die Vorfahren seines Vaters stammten aus Italien und waren drei Generationen zuvor über Frankreich nach Deutschland gekommen. Brandis Vorfahren mütterlicherseits stammten aus England. Seine Schulzeit verbrachte er in Osnabrück. Dorthin wurde sein Vater als Leiter der Schulaufsicht in das katholische Konsistorium berufen. 1886 legte Brandi am Gymnasium Carolinum die Reifeprüfung ab. Seit April 1886 studierte er für die kommenden drei Semester Geschichte und Geographie an der Universität München. Einen einjährigen Militärdienst absolvierte Brandi 1886/87 in einem Münchener Regiment. Von München ging Brandi nach Straßburg zu Paul Scheffer-Boichorst. Hermann Baumgarten lenkte Brandis Interesse auf das Zeitalter der Reformation und der Geschichte Karls V. Bei Scheffer-Boichorst wurde Brandi 1890 mit der Arbeit Kritisches Verzeichnis der Reichenauer Urkunden des 8. bis 12. Jahrhunderts promoviert. Seine Dissertation über die Reichenauer Urkunden wurde grundlegend. Brandi folgte seinem Lehrer Scheffer-Boichorst an die Universität Berlin. 1891 legte Brandi in Berlin das Staatsexamen ab. Von Berlin kehrte er nach München zurück. Dort machte er Bekanntschaft mit Hans Cornelius, Heinrich Wölfflin und Ludwig Traube. Eine Freundschaft entstand in dieser Zeit zu Walter Goetz. Friedrich Althoff machte ihm 1893 das Angebot, eine katholische Geschichtsprofessur an der Universität Bonn zu übernehmen, wenn er sich an dieser Universität habilitieren würde. Brandi lehnte jedoch das Angebot ab. In Göttingen habilitierte sich Brandi im Sommer 1895 bei Paul Fridolin Kehr mit einer ungedruckten Arbeit über Landfrieden und Bündniswesen. Nach der Habilitation unternahm Brandi eine Italienreise. Zum Wintersemester 1897 trat er die Nachfolge von Michael Tangl als außerordentlicher Professor an der Universität Marburg an. 1898 heiratete Brandi Hedwig Regelsberger, die Tochter des Professors für römisches Recht Ferdinand Regelsberger. Mit ihr hatte er drei Söhne und zwei Töchter. Sein Sohn Diez wurde später als Architekt bekannt.
Seit 1902 war Brandi ordentlicher Professor für mittlere und neuere Geschichte an der Universität Göttingen. Seine Antrittsvorlesung hielt er über „Das Werden der Renaissance“. 1906 gründete er zusammen mit Harry Bresslau und Michael Tangl das Archiv für Urkundenforschung und war bis 1944 Mitherausgeber. Seit 1910 war er Vorsitzender der von ihm gegründeten Historischen Kommission für Niedersachsen und blieb dies bis zum Jahre 1938. Am Ersten Weltkrieg beteiligte er sich im Alter von 46 Jahren als Offizier an einer Landwehreinheit, die Teile von Elsaß-Lothringen besetzt hatte. Im Krieg wurde er mit dem Eisernen Kreuz I und II ausgezeichnet. Von allen Professoren der Universität Göttingen hatte er diese Auszeichnung als erster erhalten. Die Niederlage Deutschlands und der Versailler Vertrag waren schmerzhaft für Brandi. Er war ein Vertreter der sogenannten Dolchstoßlegende. In der dritten Auflage seiner 1923 veröffentlichten Deutschen Geschichte schrieb er: „Ungeschlagen, auch in seiner offenkundigen Unterlegenheit an Zahl und Material noch siegreich, ist dieses größte und schönste einheitliche Heer der Weltgeschichte im entscheidenden Augenblick vom Schauplatz abberufen worden. Der Generalstab und die Truppenführung bewährten unter der Leitung des nun erst recht ehrwürdig gewordenen Feldmarschalls bis zum letzten Ende die ererbte Umsicht und Pünktlichkeit, und die Geschichte waltet nur ihres Amtes, wenn sie dem deutschen Offizier den ihm von der Revolution entrissenen Lorbeer dankbar wieder darreicht.“ Den Versailler Vertrag betrachtete er als ein „Verbrechen an der Menschheitskultur“. Trotzdem entwickelte er sich zum „Vernunftrepublikaner“.
Brandi lehnte Berufungen nach Straßburg (1913), Leipzig (1915) und Berlin (1929) ab. Von 1920 bis 1921 war er Rektor der Universität Göttingen. Im Februar 1931 veranstaltete Brandi zusammen mit Percy Ernst Schramm an der Universität Göttingen als erster deutscher Universität eine „Ostmarkenhochschulwoche“, die den Studenten die „Bedeutung der Ostmark für Volk und Reich“ näherbringen sollte. Brandi war einer der Hauptredner der Veranstaltung. Die beiden Göttinger Historiker unternahmen Informationsreisen mit Studierenden und Kollegen durch Schlesien, Ostpreußen und das Danziger Gebiet. Im Sommer 1932 organisierten Brandi und Schramm in Göttingen einen Deutschen Historikertag, der erstmals Probleme des deutschen Ostens auf einer deutschen Historikerveranstaltung in den Vordergrund stellte. Die behandelten Themen richteten sich unverkennbar gegen den Versailler Vertrag und die Nachbarstaaten, vor allem gegen Polen. Allerdings ging dieser Schwerpunkt nicht allein auf die Initiative Schramms und Brandis zurück. Beide waren weder Experten für die Geschichte der Deutschen in Ostmitteleuropa, noch Wortführer der geschichtswissenschaftlichen Ostforschung. Neben seiner Lehrtätigkeit in Göttingen hatte Brandi Lehraufträge in den Wintersemestern 1929/30 und 1930/31 an der Technischen Hochschule Hannover.
Brandi war Mitglied der 1926 gegründeten Comité International des Sciences Historiques. Im August 1933 wurde er in Warschau ihr Vizepräsident. Bei der Reichsgründungsfeier der Universität Göttingen am 18. Januar 1934 wurde er vom Althistoriker Ulrich Kahrstedt wegen seines internationalen Engagements und seines Besuches in Warschau kritisiert. Kahrstedt warf Brandi und Schramm vor, auf dem Warschauer Historikertag 1933 nicht die deutschen Interessen im Osten vertreten zu haben.

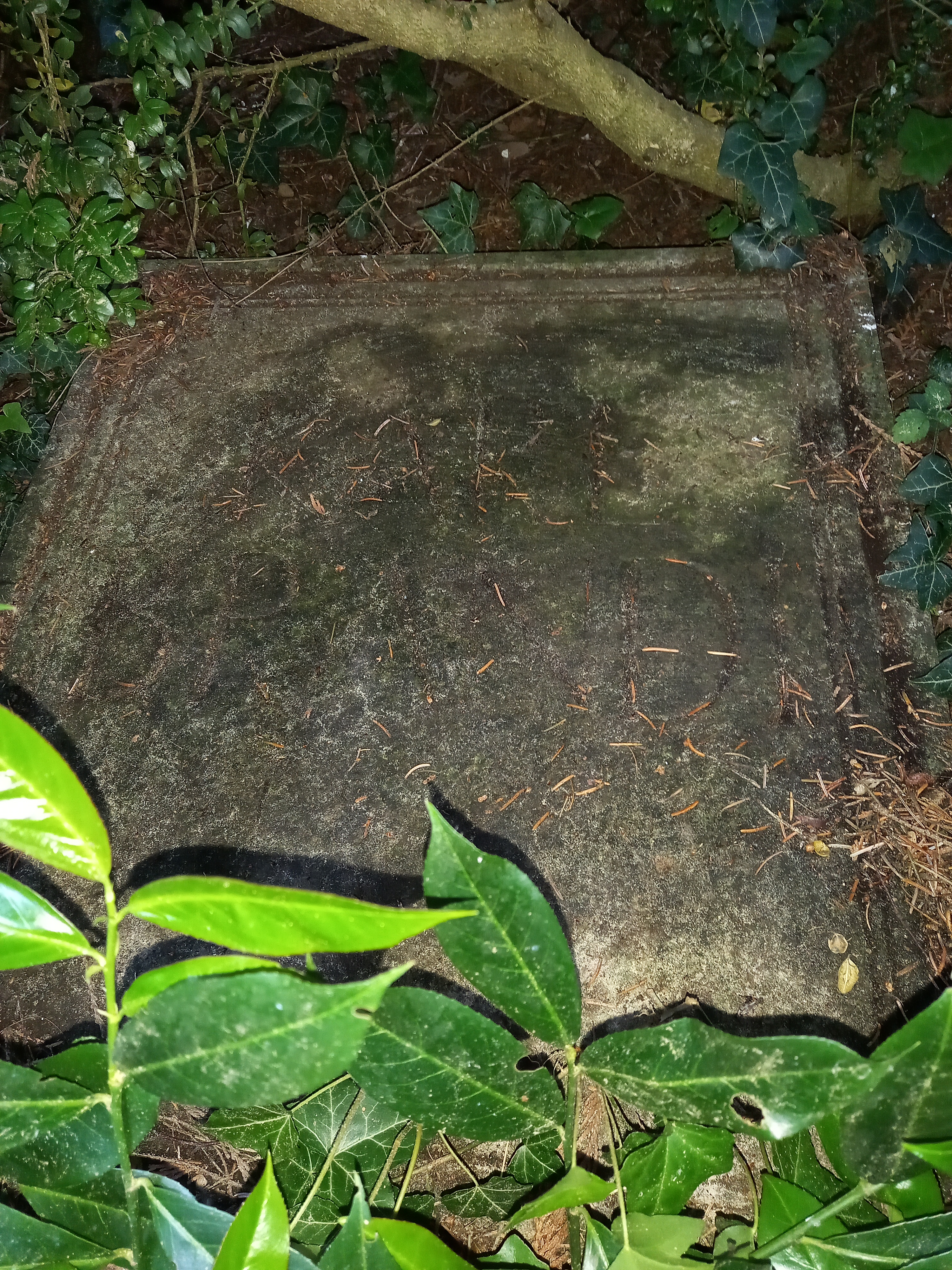
Das Grab von Karl Brandi im Familiengrab auf dem Stadtfriedhof Göttingen

Brandi wurde 1936 in Göttingen emeritiert, blieb aber auch die kommenden Jahre in der akademischen Lehre präsent. Siegfried A. Kaehler wurde im selben Jahr sein Nachfolger. Nach Ausbruch des Zweiten Weltkriegs übernahm Brandi im Alter von 71 Jahren für Schramm die Vertretung in Göttingen. Nach der Wiederaufnahme des Lehrbetriebes im Herbst 1945 hielt Brandi noch Veranstaltungen ab. Anfang Dezember 1945 beendete aber ein Herzleiden seine Lehrtätigkeit. Brandi betreute bis 1946 122 Doktorarbeiten. Davon behandelten 58 Arbeiten landesgeschichtliche Themen Nordwestdeutschlands. Akademische Schüler Brandis waren unter anderem Wilhelm Berges, Reinhard Elze, Hans Kellinghusen, Karl Jordan, Hans-Walter Klewitz, Erich von Lehe, Georg Schnath und Andreas Walther. Brandi starb am 9. März 1946 kurz vor seinem 78. Geburtstag. Er ist auf dem Stadtfriedhof in Göttingen begraben.
Brandi legte über einhundert Veröffentlichungen vor. Seine Hauptarbeitsgebiete waren die Diplomatik, das Zeitalter der Reformation, die Renaissance und die nordwestdeutsche Landesgeschichte. Brandis Hauptwerk ist seine 1937 erschienene Biographie zu Karl V. Sie erfuhr bis 1986 acht Auflagen und wurde ins Englische, Französische, Spanische, Holländische und Italienische übersetzt. Weitere Hauptwerke sind Die Renaissance in Florenz und Rom von 1900, die bis 1927 sieben Auflagen erlebte. Die Deutsche Geschichte von 1918 erlebte bis 1923 ihre dritte Auflage. Das zweibändige Werk Deutsche Reformation und Gegenreformation von 1927 erschien bis 1979 fünfmal, seit 1941 unter dem Titel Deutsche Geschichte im Zeitalter der Reformation und Gegenreformation und seit 1967 unter dem Titel Reformation und Gegenreformation. Intensiv erforschte Brandi die Reichenauer Urkundenfälschungen.
Für seine Forschungen wurden Brandi zahlreiche wissenschaftliche Ehrungen und Mitgliedschaften zugesprochen. Brandi war Mitglied der Göttinger Akademie der Wissenschaften, der Historischen Kommission bei der Bayerischen Akademie der Wissenschaften (seit 1927) und korrespondierendes Mitglied der Akademien in Berlin, Budapest, München (seit 1933), Kopenhagen und Wien. Die University of Cambridge verlieh ihm die Ehrendoktorwürde. Von 1919 bis 1946 führte er den Vorsitz des Göttinger Universitätsbundes. Seit 1920 war er an der Organisation der Göttinger Händel-Festspiele beteiligt. Von 1929 bis 1935 war Brandi Vorsitzender der Wirtschaftswissenschaftlichen Gesellschaft Niedersachsens. Von 1909 bis 1911 und von 1932 bis 1937 war er Vorsitzender des deutschen Historikerverbandes. Brandi war außerdem Mitherausgeber des 1936 gegründeten Deutschen Archivs für Erforschung des Mittelalters.
Brandi betätigte sich auch politisch. Er war bereits vor dem Ersten Weltkrieg Mitglied der Nationalliberalen Partei. Im Jahr 1918 war er in Hannover Mitbegründer der Deutschen Volkspartei (DVP) und in den 1920er Jahren Landtagsabgeordneter der Deutschen Volkspartei und ihr Vorsitzender in Göttingen. Brandi trat der NSDAP nicht bei.
Für Wolfgang Petke war Brandi „kein Nationalsozialist“. Auch für Robert P. Ericksen (* 1945) waren Brandi und sein Göttinger Kollege Schramm „keine Nationalsozialisten im vollen Wortsinne“. Brandis Interessen seien aber „kongenial mit rechter, und daher auch mittelbar mit nationalsozialistischer Politik“ gewesen. Ericksen warf die Frage auf, ob es Brandi und Schramm bei ihrem Engagement für den Osten um unvoreingenommene Forschung ging oder ob sie in erster Linie an politisch verwertbaren Ergebnissen interessiert waren.

## Schriften (Auswahl)
Schriftenverzeichnis bei Georg Schnath: Karl Brandi. In: Edgar Kalthoff (Hrsg.): Niedersächsische Lebensbilder. Bd. 6, Lax, Hildesheim 1969, S. 1–48, hier: S. 31–40.
- Kaiser Karl V. Werden und Schicksal einer Persönlichkeit und eines Weltreiches. 2 Bände, Bruckmann, München 1937–1941; 8. Auflage. Societäts-Verlag, Frankfurt am Main 1986, ISBN 3-7973-0286-X (Digitalisat).
- Geschichte der Geschichtswissenschaft. Universitätsverlag, Bonn 1947.
- Die Renaissance in Florenz und Rom. Acht Vorträge. 7., überarbeitete Auflage, Teubner, Leipzig 1927.
- Deutsche Geschichte im Zeitalter der Reformation und Gegenreformation. Mittler, Berlin 1919, 5. Auflage. Societäts-Verlag, Frankfurt am Main 1979, ISBN 3-7973-0341-6.
- Die Reichenauer Urkundenfälschungen (= Quellen und Forschungen zur Geschichte der Abtei Reichenau. Bd. 1). Winter, Heidelberg 1890.